# 1677 en science
| Années de la science : 1674 - 1675 - 1676 - 1677 - 1678 - 1679 - 1680    |
| Décennies de la science : 1640 - 1650 - 1660 - 1670 - 1680 - 1690 - 1700 |

Cet article présente les faits marquants de l'année 1677 en science.

## Événements

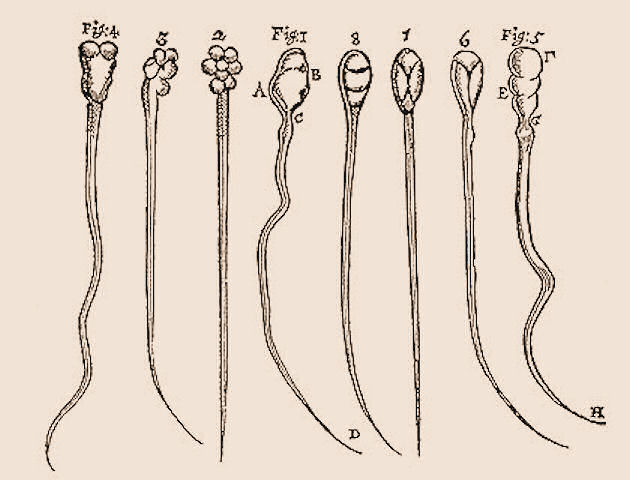
Sperme de lapins (Figs 1-4) et de chiens (Figs. 5-8), dessiné par van Leeuwenhoek en 1678 ou 1677.

- 27 avril : Johannes Hevelius découvre la comète C/1677 H1[1].
- 1er novembre : Antoni van Leeuwenhoek observe des spermatozoïdes[2].
- 7 novembre : transit de Mercure ; Edmund Halley l'observe avec précision sur l'île de Sainte-Hélène[3],[4] ; ce transit lui « lui suggéra l'idée de déterminer la parallaxe solaire par les passages de Vénus[5] ».

## Publications

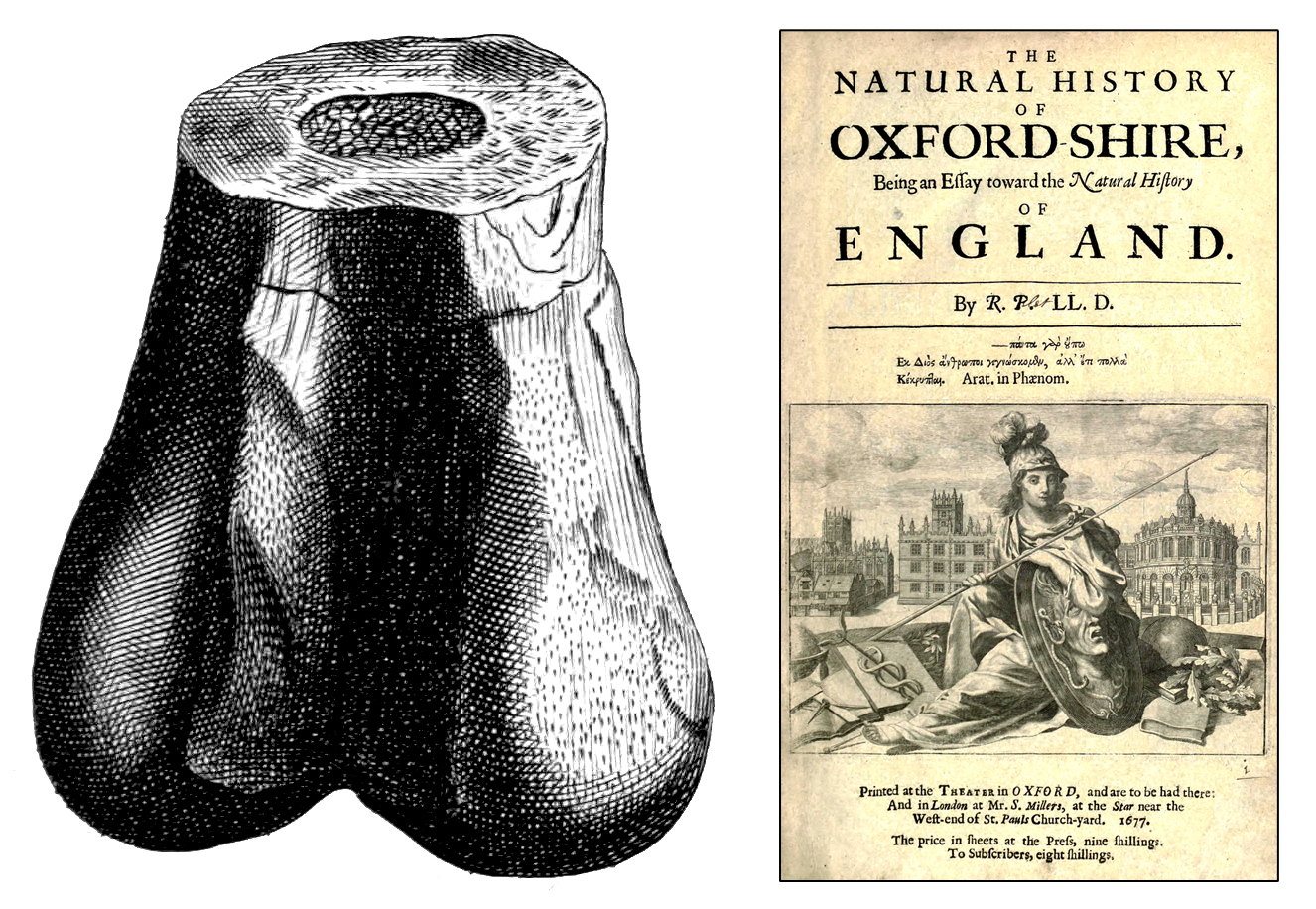
Couverture du Natural History of Oxford-shire, et illustration d'un membre inférieur du fémur présumé d'un géant.

- Edward Cocker (en) : Cocker's Arithmetick : Being a Plain and Familiar Method Suitable to the Meanest Capacity for the Full Understanding of That Incomparable Art, As It Is Now Taught by the Ablest School-Masters in City and Country, un manuel scolaire utilisé pour enseigner les mathématiques dans les écoles du Royaume-Uni pendant plus de 150 ans.
- Robert Plot : The Natural History of Oxford-shire, Being an Essay Toward the Natural History of England ; il décrit le fémur fossilisé d'un humain géant, reconnu aujourd'hui comme appartenant au dinosaure Megalosaurus.
- John Seller : Atlas Coelestis, premier atlas céleste de poche.

## Naissances

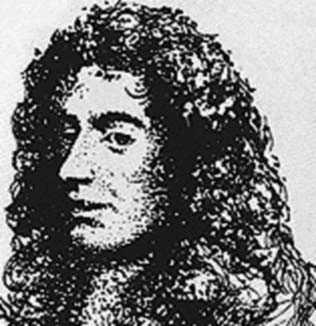
Jacques Cassini

- 22 janvier : Antonio Schinella Conti (mort en 1749), physicien, mathématicien, historien et philosophe italien.
- 25 janvier : Louis Lémery (mort en 1743), médecin, botaniste et chimiste français.
- 18 février : Jacques Cassini (mort en 1756), astronome français.
- 25 juillet : Gabriel Philippe de La Hire (mort en 1719), mathématicien et astronome français.
- 17 septembre : Stephen Hales (mort en 1761), physiologiste, chimiste et inventeur britannique.
- 27 septembre : Johann Gabriel Doppelmayr (mort en 1750), mathématicien, astronome et cartographe allemand.

## Décès
- 4 mai : Isaac Barrow (né en 1630), philologue, mathématicien et théologien anglais.
- 23 mai : John Kersey l'Ancien (baptisé en 1616), mathématicien anglais.
- 20 août : Pierre Petit (né en 1598), mathématicien, ingénieur militaire et physicien français.
- 5 septembre : Henry Oldenburg (né vers 1618), diplomate et homme de science allemand, premier secrétaire de la Royal Society.
- 11 octobre : Sir Cornelius Vermuyden (né en 1595), ingénieur néerlandais[6].
- 14 octobre : Francis Glisson (né en 1599?), médecin anglais.

- Carlo Antonio Manzini (né en 1600), mathématicien et astronome italien.